# Saint-Pey-de-Castets
Saint-Pey-de-Castets – miejscowość i gmina we Francji, w regionie Nowa Akwitania, w departamencie Żyronda. Nazwa miejscowości pochodzi od imienia św. Piotra w wariancie gaskońskim.
Według danych na rok 1990 gminę zamieszkiwało 597 osób, a gęstość zaludnienia wynosiła 54 osób/km² (wśród 2290 gmin Akwitanii Saint-Pey-de-Castets plasuje się na 647. miejscu pod względem liczby ludności, natomiast pod względem powierzchni na miejscu 994.).